# Tonda (Montaione)

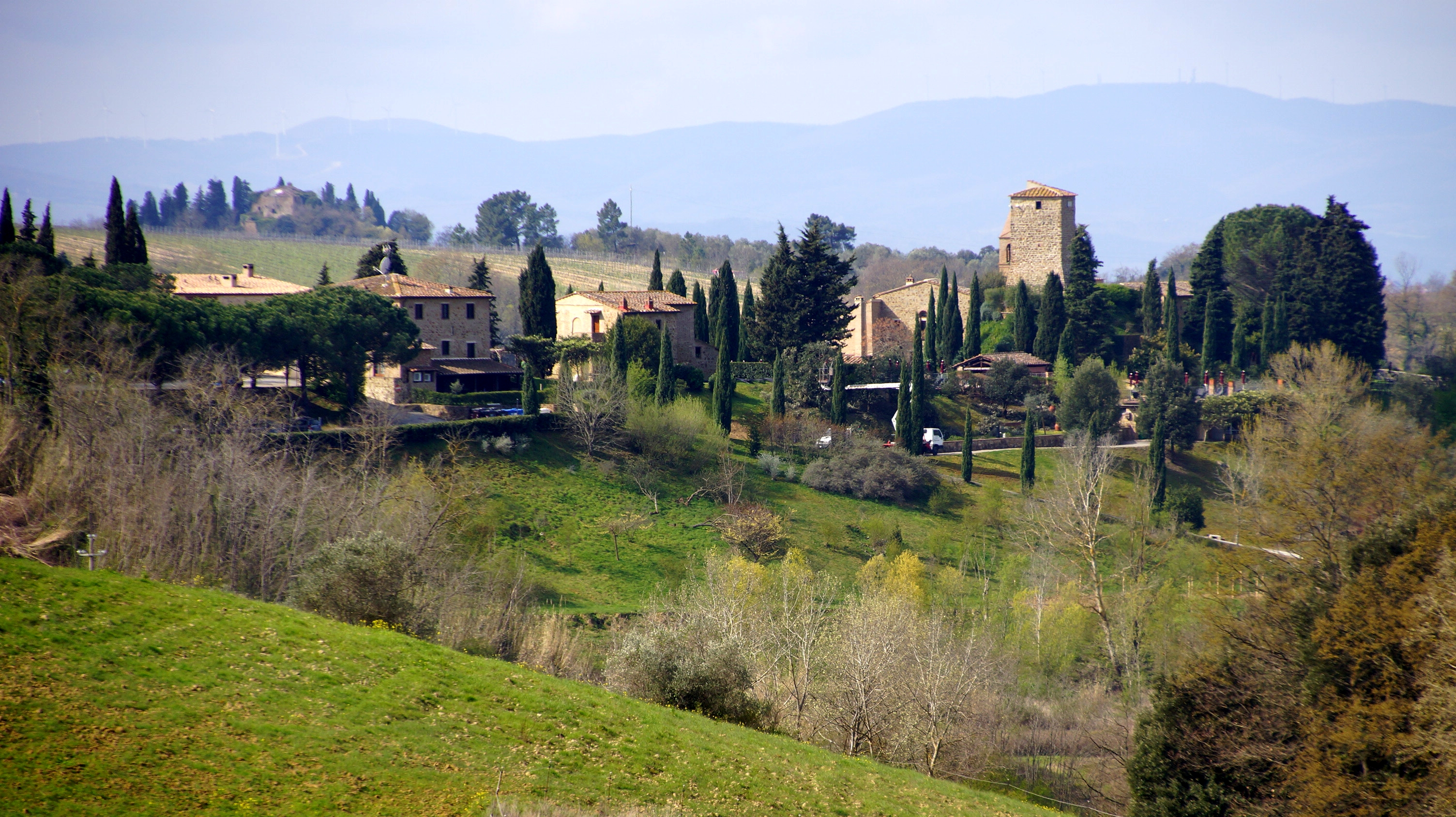
Tonda

Tonda ist ein Dorf bei Montaione in der italienischen Metropolitanstadt Florenz, Toskana.

## Lage
Tonda liegt auf dem Sporn eines kalkhaltigen Hügels nördlich und oberhalb des Flusses Carfalo. Es besteht aus der Pfarrkirche St. Nikolaus (S. Niccolò), einer Burg und ungefähr 10 historischen Gebäudegruppen und 6 Neubauten. Östlich davon liegt an der Zugangsstraße die ehemalige Burg Castellare di Tonda.

## Geschichte
Tonda wurde im Jahr 1000 zum ersten Mal urkundlich erwähnt. Es wurde 1209 der Provinz Pisa zugewiesen, die dort zum Schutz eine Burg mit Turm errichten ließ.
Die Einwohner von Tonda waren frei, bis Kaiser Otto IV in einer Urkunde vom 28. Dezember 1212 die Burg Tonda mit allem Zubehör, dem Gericht und den Einwohnern als Lehen an zwei edle Pisaner Brüder Ventilio und Guido und deren Erben zuwies. Im 14. Jahrhundert wurde das Dorf von Florenz erobert und einem Vogt verpflichtet.
Tonda wurde im 15. Jahrhundert unabhängig und konnte somit selbst über Weiderechte, den Beginn der Weinernte, die Erlaubnis, Korn zu mahlen, bestimmen. Mit der Neuordnung der Toskana wurde Tonda wie andere kleinere Burgen der sehr viel größeren Burg Montaione unterstellt. Die Bewohner führten unter der Familie Strozzi ein ärmliches Leben in der Mezzadria genannten Halbpacht.

## Bevölkerungsentwicklung
Im Jahr 1551 gab es 290 Einwohner und 1839 sogar 353. Nach dem Zweiten Weltkrieg wurde das Dorf durch die Landflucht bei zunehmender Industrialisierung weitestgehend verlassen, die Gebäude wurden dem schleichenden Verfall preisgegeben, und die Felder verwilderten.

## Touristische Nutzung

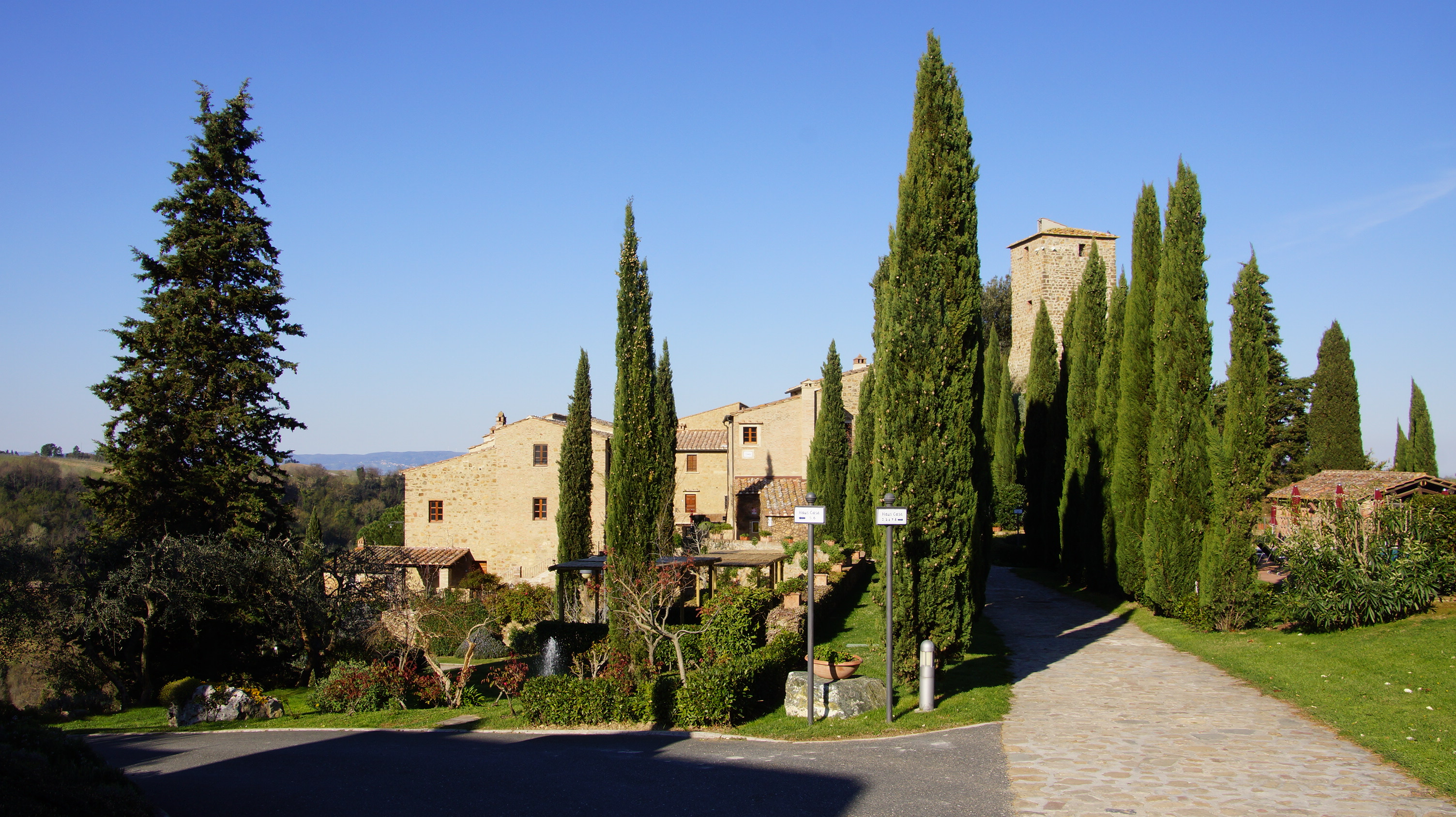
Tonda

Im Jahr 1970 kaufte der Schweizer Ferienwohnungsanbieter Hapimag das Dorf. Es wurde anschließend mit Rücksicht auf den Erhalt der historischen Bausubstanz renoviert. 2009 wurden neue Gebäude aus hauptsächlich regional verfügbaren Baustoffen errichtet. Dabei wurden alte und neue Bauelemente so kombiniert, dass der dörfliche Charakter Tondas erhalten blieb. Die Planung übernahmen Peter Bergmann, Yves Baumann und Roberto Pascual, die seit 1995 das Architekturbüro Bauzeit im schweizerischen Biel führen. Bei diesem Projekt kollaborierten sie mit der Bauleiterin Elisa Pedone vom Studio Florulli in Mailand und der Innenausstatterin Pia Schmid aus Zürich. Die in Putz und Naturstein ausgeführten Fassaden wurden farblich an die der historischen Gebäude angepasst, weil sie sich dadurch aus der Distanz ins Ensemble integrieren.